# Laura Unuk
Laura Unuk, slovenska šahistka, * 9. november 1999, Ljubljana.
Nosi naziv ženske šahovske velemojstrice (WGM). Pri 13. letih (2013) je osvojila naslov državne članske prvakinje Slovenije. Leta 2014 je prejela Bloudkovo plaketo za »pomemben tekmovalni dosežek v športu«. Septembra 2014 je pri 14. letih na turnirju v Durbanu (Republika Južna Afrika) osvojila naslov Svetovne mladinske prvakinje v kategoriji deklet do 16 let. Jeseni 2017 je v Montevideu (Urugvaj) pri 17. letih ponovila svoj uspeh, vendar v višji kategoriji deklet do 18 let. Marca 2021 je kot prva slovenska šahistka osvojila naziv mednarodni mojster, ki ga je pred njo doseglo 121 šahistk na svetu, maja je naziv uradno potrdila Svetovna šahovska federacija.